# Nanomaterial
Nanomaterial este un material fin relizat cu ajutorul nanotehnologiilor.
De obicei, proprietatile materialelor se schimba surprinzator atunci cand marimea particulelor este redusa de nanotehnologie.De exemplu, o moneda de aur este de obicei considerata frumoasa si pretioasa.Are de asemenea o reactivitate chimica scazuta.Pe de alta parte, o particula de aur de cativa nanometri capata o culoare rosie si actioneaza ca un catalizator, putand accelera reactii chimice. Cauza consta in modificarea relatiei dintre volum si aria suprafatei. Nanostructurile prezinta dimensiuni mai mari in comparatie cu volumul lor in obiecte mari. Cu cat aria suprafatei este mai mare, cu atat creste posibilitatea unui schimb fizic si chimic cu mediul.

## Definiție
Există diferențe semnificative între agenții în ceea ce privește definirea unui nanomaterial.
La 18 octombrie 2011, Comisia Europeană a adoptat următoarea definiție a unui nanomaterial: "Un material natural, incidental sau fabricat conținând particule, într-o stare nelegată sau ca agregat sau ca aglomerat și pentru 50% sau mai mult din particulele din numărul de distribuție a dimensiunilor, una sau mai multe dimensiuni externe este în intervalul de dimensiuni 1 nm - 100 nm. În cazuri specifice și în cazul în care există motive de îngrijorare în ceea ce privește mediul, sănătatea, siguranța sau competitivitatea, pragul de distribuție a dimensiunilor de 50% poate fi înlocuit cu un prag cuprins între 1% și 50%."